# بول كوبان
بول كوبان (وُلد في 26 سبتمبر 1962) هو لاهوتي مسيحي، وعالم فلسفة تحليلية، ومدافع، ومؤلف. وهو حاليًا بروفيسور في جامعة بالم بيتش أتلانتيك ويشغل منصب رئيس أسرة بليدجر للموهوبين في الفلسفة والأخلاقيات. كتب بول وحرر أكثر من 25 كتابًا في مجال فلسفة الدين، والدفاعيات، وعلم الإلهيات، والعلاقة بين الدين والعلم، وتاريخية يسوع المسيح. شارك في العديد من المقالات في الصحف المهنية وكتب العديد من المقالات للكتب المحررة. عمل رئيسًا للجمعية الفلسفية الإنجيلية لمدة ست سنوات.

## نشأته وتعليمه
كان والد بول كوبان، فاليري كوبان، ذا أصل أوكراني، ووُلدت أمه فالتروت «كيرش» كوبان في ريغا، لاتفيا. وُلد بول كوبان في كليفلاند، أوهايو ثم انتقل في مراهقته إلى كونيتيكت.
ارتاد جامعة كولومبيا الدولية منذ عام 1980 وحتى عام 1984 وحصل على درجة البكالوريوس في الدراسات الكتابية. ارتاد كوبان جامعة ترينيتي الدولية، حيث حصل على درجة الماجستير في فلسفة الدين، بالإضافة إلى درجة الماجستير في اللاهوت من جامعة ترينيتي الدولية. حصل كوبان على جائزة البروفيسور سي. بي. بيوج عن أطروحته التي «تثبت البحث الإبداعي في مجال اللاهوت الإنجيلي والمنهجي».
في شهر مايو من عام 2000، حصل بول كوبان على درجة الدكتوراه في فلسفة الأديان من جامعة ماركويت في ميلووكي، ويسكونسن. كان موضوع رسالته «الأبعاد الأخلاقية لإلحاد مايكل مارتن: تقييم نقدي».

## مسيرته المهنية
بدأ بول كوبان مسيرته المهنية عضوًا في طاقم الأسقف في الكنيسة المشيخية الأولى في سكنيكتادي، نيويورك.
عمل مع خدمات رافي زاكارياس الدولية وكان أستاذًا مساعدًا في جامعة ترينيتي الدولية (ديرفيلد، إلينوي). كان أستاذًا مساعدًا في اللاهوت والفلسفة في معهد بيثيل. كان أستاذًا مساعدًا في الفلسفة في كلية جورجيا بيريميتر.
في الوقت الحالي، بول كوبان هو رئيس أسرة بليدجر في الفلسفة والأخلاقيات، وأستاذ الفلسفة والأخلاقيات في جامعة بالم بيتش أتلانتيك في ويست بالم بيتش، فلوريدا، حيث تلقى جائزة المرشد العام.

## آراؤه

### الإلحاد
انتقد فرضية الإلحاد (أي فكرة أن الإلحاد يجب أن يكون الموقف الافتراضي للمرء عند تقييم الحجج حول وجود الرب). يجادل كوبان بأن هذا الرأي يتلاعب بالقواعد، لأن الإلحاد هو ادعاء للمعرفة بقدر ما هو عليه التوحيد. الموقف الافتراضي الطبيعي الوحيد هو اللاأدرية. يستشهد كوبان بالملحدين أمثال باجيني وأنطوني فلو في الجدال حول أن الالحاد ليس مجرد غياب للإيمان، بل إنه رفض للإيمان بالله أو الآلهة من الأساس. يجادل كوبان بأن الملحدين ينزلقون أحيانًا إلى الدفاع عن اللاأدرية عندما يُسألون عن أسباب وجهة نظرهم.
يقترح كوبان أن علماء الطبيعة العلمية سيجادلون بأن جميع ادعاءات المعرفة يجب أن تكون مثبتة علميًا؛ وبخلاف ذلك، تكون بلا معنى. يجادل كوبان بأنّ هذا الموقف يفترض مغالطة متمثلًا بكتاب هورتون يسمع من: «إذا كنت لا تستطيع رؤية شيء ما أو سماعه أو الشعور به، فهو غير موجود». يجادل كوبان بأن هذا الموقف هو تصريح فلسفي تعسفي (وليس علميًا). يجادل أيضًا بأن موقف عالم الطبيعة هو دحض ذاتي لنفسه، لأنه من غير الممكن إثبات العلموية نفسها علميًا.
يؤمن كوبان أيضًا بأن الإيمان بالرب بصورة عامة ليس ركيزة نفسية، مجادلًا بأن الادعاء القائل إن المسيحية تتمثل في تحقيق الرغبة وقع ضحية للكثير من المغالطات. اعترف فرويد بنفسه لأوسكار فوستر بأنه لا يوجد دليل سريري على التحليل النفسي للدين، وهو مجرد وجهة نظرة فرويد الشخصية. يجادل كوبان أيضًا بأنه من الغريب والتعسفي الادعاء أن كل شيء يجلب الراحة والبهجة هو خاطئ. يلاحظ كوبان أن شخصية الأب المريحة ليست في صميم أديان العالم مع أنها مميزة بالنسبة إلى الإيمان الكتابي. يجادل كوبان أيضًا بأن حجة تحقيق الرغبة ضد المسيحية هو مثال تقليدي على المغالطة الوراثية، مدعيًا أن الاعتقاد يكون خاطئًا عندما يستطيع المرء تفسير نشأة هذا الاعتقاد.

### الدفاعيات الافتراضية
انتقد كوبان الدفاعيات الافتراضية أيضًا، مجادلًا بأن المسيحيين يمكنهم استخدام أرضية مشتركة لإشراك غير المسيحيين في النقاش. يناقش أيضًا أن الدفاعيات الافتراضية تتهرب من المشاكل. يفترض كوبان أن الله موجود من أجل نقاش وجودية الله. عوضًا عن ذلك، يستطيع المسيحيون بدء نقاشات مع غير المسيحيين بأرضية مشتركة مثل قانون عدم التناظر. يستخدم كوبان سفر التكوين 6:9 ليوضح وجهة نظره. يدعي أن صورة الرب لم تتحطم بشكل كامل عند الانهيار، ومعنى ذلك أنه بإمكان غير المسيحيين الاستجابة من الوحي العام، وحجج علم الكونيات، والتاريخ، بالإضافة إلى برهان شخصي وعيش حياة تقية. يجادل كوبان في النهاية بأن الدفاعات الافتراضية تربك المعرفة الخاصة بالله. قد يمتلك أحد الناس يقينًا معرفيًا بوجود الله من تجربة خاصة وما زال يطالب بدليل علني لإقناع الآخرين بهذه الحقيقة.

### أخلاقيات العهد القديم
عُرف كوبان بدفاعه عن أخلاقيات العهد القديم وخاصة نظرية الإمر الإلهي.

#### الحرب
يجادل كوبان بأنّ كتابي يوشع والقضاة مقترنان أدبيًا، لذلك يحتاج إلى قراءتهما في ضوء بعضهما. يوضح كتاب القضاة التدخل العسكري إلى حد بعيد أن الكلمات الشاملة مثل «الكل»، و«الكبير والصغير»، و«الرجل والمرأة» هي تعبيرات قديمة للكلية، وإن لم يكن الأطفال والنساء موجودين. تصف هذه اللغة النمطية القديمة التي يستخدمها «جميع» الناس في الشرق الأدنى هجماتٍ على ما اتضح أنه حصن عسكري أو حاميات تحتوي على مقاتلين، لا مجموعة سكانية عامة تضم النساء والأطفال.
يصرح كوبان بأنه لا يوجد دليل أثري على سكان محليين في أريحا أو هاي. يتضح للوهلة الأولى أنّ يوشع بن نون استولى على كل الأرض، وهزم جميع الملوك، ودمر جميع الكنعانيين. يشير يوشع إلى الأمم بأنها «تبقى بينكم»، ويحذر من أن إسرائيل لم تُذكر، ويقسم بالآلهة، أو يخدمها، أو ينحني لآلهتها، ما يدل أنه كان ينفذ الأمر ولحد الآن لم يلغِ السكان الكنعانيين أدبيًا. يصرح كوبان بأن يوشع يستخدم خطاب الحرب التقليدي القديم. لاحظ كوبان أن العديد من القصص العسكرية الأسطورية في الشرق الأدنى مليئة بالتبجح والمبالغة لوصف الدمار الكلي. عرف الكثير من القراء في الشرق الأدنى أنها كانت تحوي غلوًا كبيرًا وليست صحيحة أدبيًا.

#### العبودية
يناقش كوبان أن المبدأ الإنجيلي لمصطلح العبودية يساء فهمه. يقول إنه يجب مقارنة عبودية الدَين العبرية (العديد من الترجمات تجعل منها «عبودية») بصورة أكثر إنصافًا بالنسبة إلى شخص يمتهن حرفة ما لسداد الديون. يشبه هذا الاستعبادَ خلال تأسيس أمريكا حين عمل الناس نحو 7 سنوات لتسديد ديونهم بهدف العبور إلى العالم الجديد. يصرح كوبان بأن الله لم يأمر بالاعتداء الجسدي على الخدم. إذا تعرض الخادم للأذى، انفقأت عينه أو اقتُلع سنه مثلًا، نال حريته فورًا. حُكم بالإعدام على الأسياد الذين يقتلون خدمهم.
يجادل كوبان أيضًا بأن العهد الجديد لم يصمت بشأن قضية العبودية. خلال القرن الأول، تكون نحو 85 إلى 90 بالمئة من سكان روما من العبيد في المناصب المتدينة والمرموقة. هذه النسبة أكبر بكثير مما كانت عليه إسرائيل في العهد القديم، لكنها كانت نتيجة سياسات روما وقوانينها. استخدم كوبان سفر جيمس 9:3 ليجادل بأن العهد القديم يفترض مساواة جوهرية مسبقًا لأن جميع البشر خلقوا بهيئة الرب. لقّب الأسيادُ المسيحيون العبيدَ بـ«الأخوة» أو «الأخوات». أمر العهد الجديد الأسياد بإظهار العطف والعدالة والصبر. عنت مناصبهم بصفتهم أسيادًا المسؤوليةَ والخدمة، لا الطغيان والتميز. نظرًا إلى المساواة الروحية بين العبيد والأحرار، يتولى العبيد المناصب القيادية في الكنائس. يصرح كوبان بأن المسيحيين الأوائل قوضوا العبودية بصورة غير مباشرة، ورفضتها العديد من الافتراضات اليونانية الرومانية.
يناقش كوبان أنه في حال كان مؤلفو كتاب العهد الجديد صريحين للغاية بشأن الإطاحة بنظام العبودية الخاص بروما، فذلك سيكون من شأنه الإخلال بالإنجيل. كان بوسع روما أن تسحق معارضة كهذه بسرعة وقوة مميتة. يخلص كوبان إلى أن العهد الجديد أخذ منحى استراتيجيًا أكثر تخريبًا عن طريق معارضة القمع، وتجارة الرقيق، ومعاملة البشر على أنهم بضائع، الأمر الذي سيؤدي فجأة إلى تحرير العبيد في أوروبا بعد عدة قرون.

#### مزامير لاعنة
يدافع كوبان عن مزامير العهد القديم اللاعنة، وهي المزامير التي نادت باللعنة والحكم الإلهي ضد أعداء بني إسرائيل. يجادل بأنها تتوافق مع النوع الأدبي في ذلك الوقت. يصرح كوبان قائلًا: «تأمل كيف يمكنك التعامل حين يحاول جيرانك إغواء ابنتك، أو إعطاء ابنك المخدرات». يبيّن الاعتداء أننا نهتم ونأخذ الظلم على محمل الجد. يقارن كوبان أيضًا بين هذه المزامير والتشدق العاطفي لإرميا، التي تتمنى البقاء في رحم أمها حتى تموت. كانت رغبة إرميا واحدة من الهياج الانفعالي إذ لم تكن تعتقد بصدق ما تقوله. يجادل كوبان بأن المزامير اللاعنة يجب أن تُقرأ بنفس الطريقة.

## الحياة الشخصية
كوبان متزوج بجاكلين مارييت كوبان، وهي ابنة لأبوين ألمانيين، ولديه ستة أطفال.

## العضويات
| - جمعية الفلاسفة المسيحيين، منذ 1968 وحتى الآن. - جمعية اللاهوت الإنجيلية، منذ 1995 وحتى الآن. - الجمعية الفلسفية الإنجيلية، منذ 1997 وحتى الآن - جمعية الأدب الإنجيلي، منذ 1999 وحتى الآن. - الجمعية الأمريكية للفلسفة، منذ 2002 وحتى الآن | - مجلس المساهمين، دورية البحث المسيحي، منذ 2006 وحتى الآن. - سلسلة محاضرات ستالي، منذ 2001 وحتى الآن. - مجلة سالفو: مجلس المستشارين التحريريين، منذ عام 2000 وحتى الآن. - مُراجع تحريري، فلسفة المسيح. - عضو مجلس إدارة سابق لموقع بيير سيرفنت. - عضو مجلس المستشارين العالمي. |